# Mictlan
Mictlan was in de Azteekse mythologie het laagste (negende) niveau van de onderwereld, dat ver in het noorden lag. Na hun dood gingen de mensen naar Mictlan, behalve strijders die in het gevecht sneuvelden, mensen die geraakt waren door de bliksem en vrouwen die tijdens de bevalling stierven. De reis was moeilijk en duurde vier jaar, maar de doden werden begeleid door de psychopompos, Xolotl.
De koning van Mictlan was Mictlantecuhtli en zijn vrouw, Mictecacihuatl, was de koningin. 
Andere goden in Mictlan waren onder andere Cihuacoatl (die het commando had over de geesten, bekend als Cihuateteo, van Mictlan), Acolmiztli/Acolnahuacatl, Chalmecacihuilt en Chalmecatl (een van de heren van Mictlan).